# Liste de pare-feux
Cette page dresse une liste non exhaustive de différentes implémentations connues de pare-feu.

## Versions libres
- Linux Netfilter/Iptables, pare-feu libre des noyaux Linux 2.4, 2.6, 3.0 et suivants.
- Linux Ipchains, pare-feu libre de l'ancien noyau Linux 2.2.
- Packet Filter ou PF, pare-feu libre de OpenBSD, importé depuis sur les autres BSD.
- IPFilter ou IPF, pare-feu libre de BSD et Solaris 10 et 11.
- Ipfirewall ou IPFW, pare-feu libre de FreeBSD.
- iSafer, pare-feu libre pour Windows.

## Distributions Linux
- SmoothWall : distribution linux packageant Netfilter et d'autres outils de sécurité pour transformer un PC en pare-feu dédié et complet.
- IPCop : distribution linux packageant Netfilter et d'autres outils de sécurité pour transformer un PC en pare-feu dédié et complet. Projet arrêté.
- IPFire : Dérivé d'IPCop, avec beaucoup d'améliorations conséquentes.
- PfSense, distribution firewall open source très avancée basée sur FreeBSD et dérivée de m0n0wall qui utilise entre autres OpenBSD packet Filter.
- OPNsense[1], dérivé de la distribution pfSense avec un accent sur la sécurité et la qualité du code[2].
- Zeroshell
- Amon, module du projet EOLE, distribution Linux se basant sur Ubuntu et proposant des outils d'administration.

## Pare-feux identifiants
- NuFW : un pare-feu identifiant (authentifiant). La partie serveur et les clients pour OS libres sont sous licence GPL. Le client Windows est sous licence propriétaire.
- IPFire : il offre toutes les fonctions d'authentification (LDAP (donc : Active Directory, etc.) grâce à l'intégration de FreeRADIUS.

## Portails captifs
- ALCASAR : solution complète et intégrée pour contrôler et imputer les accès Internet. Sous licence GPL et gratuit.
- IPFire offre également un portail captif (depuis la version 2.19 - Core Update 115)

## Boîtiers pare-feux
- Arkoon Network Security (maintenant Stormshield)
  - Appliances UTM FAST360, certifiées Critères communs niveau EAL3+

- Astaro Security Gateway
  - Appliances Astaro UTM, certifiées Critères communs niveau EAL4+ [3]
- BWALL version GEN1-7.6.14[4]
  - Bastion-wall certifié CSPN ANSSI[5]

- Check Point
  - Check Point FireWall-1

- Cisco Systems
  - Cisco PIX, Cisco ASA et Cisco FWSM, boîtier pare-feu
  - Cisco VPN3000, boîtier pare-feu orienté RPV

- EdenWall Technologies (maintenant Stormshield)
  - EdenWall, boîtier pare-feu dont la technologie est basée sur NuFW, apportant la notion d'identité des utilisateurs, en cours de qualification Critères communs niveau EAL3+[réf. nécessaire]

- Fortinet
  - Appliances UTM FortiGate, certifiées Critères communs niveau EAL4+, FIPS 140-2, multiple ICSA Labs Certifications dont SSL-TLS (VPN), IPSec, Network IPS, Antivirus, et Firewall

- Juniper Networks
  - Juniper Screen OS, boîtier pare-feu

- NetASQ (maintenant Stormshield)
  - Appliances UTM NetASQ, certifiées Critères Communs niveau EAL4+(fr) et IPv6 ready[6]

- Nortel
  - Famille Nortel VPN Router
  - Famille Nortel Switched Firewall
- Stormshield
  - Appliances UTM, Next-Generation Firewall et Pare-feux industriels SNS[7], certifiées Critères Commun EAL3+/EAL4+ et qualifiées au niveau Standard de l'ANSSI[8]

- Stonesoft
  - StoneGate, pare-feu professionnel commercial centralisé pour gérer ses grappes d'appliances Pare-feu VPN et NIDS

- ZyXEL
  - ZyWALL, pare-feu professionnel UTM (Antivirus, filtrage applicatif, IDP, filtrage de contenu, antispam) avec Tunnel VPN IPSEC et SSL

## Pare-feux personnels
- Comodo Firewall : gratuit pour usage personnel, compatible avec d'autres logiciels de protection, très complet et paramétrable, choix du tout automatique au tout manuel suivant le niveau de l'utilisateur.
- Zone Alarm : le pare-feu personnel de ZoneLabs repris par Check Point, maintenant incompatible avec tout autre logiciel de protection sauf MS Windows Defender.
- NetBarrier : le pare-feu personnel pour Mac OS X d'Intego
- Microsoft
  - Pare-feu de connexion Internet de Windows XP
  - Windows Firewall
  - Microsoft Internet Security and Acceleration Server, le pare-feu proxy-cache de Microsoft
- Jetico Personal Firewall

## Pare-feux applicatifs
- Microsoft Internet Security and Acceleration Server, le pare-feu proxy-cache de Microsoft
- Modsecurity module pour le serveur Web Apache. (Open Source)